# Dinamo Bukarest (Eishockey)
Dinamo Bukarest ist eine rumänische Eishockeymannschaft aus Bukarest, die 1948 als Sektion des Sportvereins Dinamo Bukarest (rumänisch Clubul Sportiv Dinamo Bucureşti) gegründet wurde.  

## Geschichte
Dinamo Bukarest spielte lange Zeit in der rumänischen Eishockeyliga und gewann in den Jahren 1968, 1971, 1972, 1973, 1976, 1979, 1981 jeweils den rumänischen Meistertitel. Als amtierender Meister qualifizierte sich die Mannschaft zur Saison 1968/69 für die Teilnahme am Eishockey-Europapokal, verzichtete jedoch freiwillig auf die Erstrundenduelle gegen den SC Dynamo Berlin aus der DDR. Zuletzt nahm die Eishockeyabteilung von Dinamo Bukarest in der Saison 2003/04 am Spielbetrieb der rumänischen Eishockeyliga teil.

## Erfolge
- Rumänischer Meister (7×): 1968, 1971, 1972, 1973, 1976, 1979, 1981
- Rumänischer Vizemeister (9×): 1967, 1969, 1970, 1974, 1975, 1978, 1980, 1982, 1988

## Bekannte Spieler
- Eduard Pană, Mitglied der IIHF Hall of Fame
- Doru Tureanu, Mitglied der IIHF Hall of Fame